# Aira
Aira es un género de gramíneas anuales. Son plantas pratenses con importancia ornamental, a causa de la forma de sus inflorescencias. Comprende 348 especies descritas y de estas, solo 9 aceptadas.
Uno de sus nombres comunes, compartido con sus similares y emparentados géneros Deschampsia y Koeleria, es pasto pelo, debido a sus hojas y tallos muy delgados.
La especie típicamente se halla en sitios arenosos secos, y crece hasta 20-40 cm de altura.

## Descripción
Son plantas anuales. Hojas con vaina de márgenes libres; lígula lanceolada, aguda, membranosa; limbo delgado, convoluto en la desecación. Inflorescencia en panícula laxa, con ramas desnudas en la base. Espiguillas ligeramente comprimidas lateralmente, con 2 flores hermafroditas; raquilla glabra. Glumas subiguales, ligeramente aquillada; la inferior uninervada, la superior trinervada. Raquilla no prolongada por encima de la flor. Lema lanceolada, con 5 nervios poco marcados, cortamente bífida; arista dorsal inserta por debajo de la mitad de la lema, geniculada. Callo orbicular, cortamente hirsuto. Pálea algo más corta que la lema, con 2 quillas, bidentada. Lodícula con 1 diente lateral. Ovario glabro. Cariopsis oblongoidea, no surcada, adherente a la pálea y a la lema. Hilo puntiforme.

## Taxonomía
El género fue descrito por Carlos Linneo y publicado en Species Plantarum 1: 63–66. 1753. La especie tipo es: Aira praecox L.
Etimología
Aira: nombre genérico que toma el nombre griego de Lolium temulentum.

## Especies aceptadas
A continuación se brinda un listado de las especies del género Aira aceptadas hasta julio de 2011, ordenadas alfabéticamente. Para cada una se indica el nombre binomial seguido del autor, abreviado según las convenciones y usos.
- Aira caryophyllea L.
- Aira cupaniana Guss.
- Aira elegantissima Schur
- Aira × hybrida Gaudich.
- Aira praecox L.
- Aira provincialis
- Aira scoparia Adamovic
- Aira tenorei
- Aira uniaristata Cav.

## Usos
Varias especies muy ornamentales, se usan también en arreglos florales secos.